# 邓达德
邓达德（Dag Detter，1959年—）是一名瑞典投资银行家，国有商业资产管理专家。

## 生平
出生于瑞典马尔默，他曾在瑞典隆德大学学习汉学和商业管理，1984年在上海复旦大学留学。邓达德曾担任瑞典政府国资管理企业Stattum （页面存档备份，存于）总裁，同时兼任瑞典工业部国有资产管理局首任局长。在任期间，他主导了瑞典的第一次国有资产深度改革。作为投资银行家和顾问，邓达德曾服务于欧洲和亚洲的企业、房地产和金融等领域。
2015年，他与斯蒂凡·弗尔斯特（Stefan Fölster）合作撰写了《The Public Wealth of Nations: How Management of Public Assets Can Boost or Bust Economic Growth （页面存档备份，存于）》一书，由Palgrave Macmillan出版社出版。该书被《经济学人》杂志和《金融时报》评为2015年度最佳图书。他在书中提出，全球公共财富的数量远超大众想象，如能对公共资产妥善管理，提高收益，便可刺激经济，增加政府收入，降低税收和债务，为居民住宅和其他基础设施投资提供资金，改善社会福利。2016年其中文版《新国富论：撬动隐秘的国家财富》由上海世纪出版集团出版，包括《解放日报》和《财新传媒》在内的多家媒体对此进行了报道。